# Rakovník (distrikt)

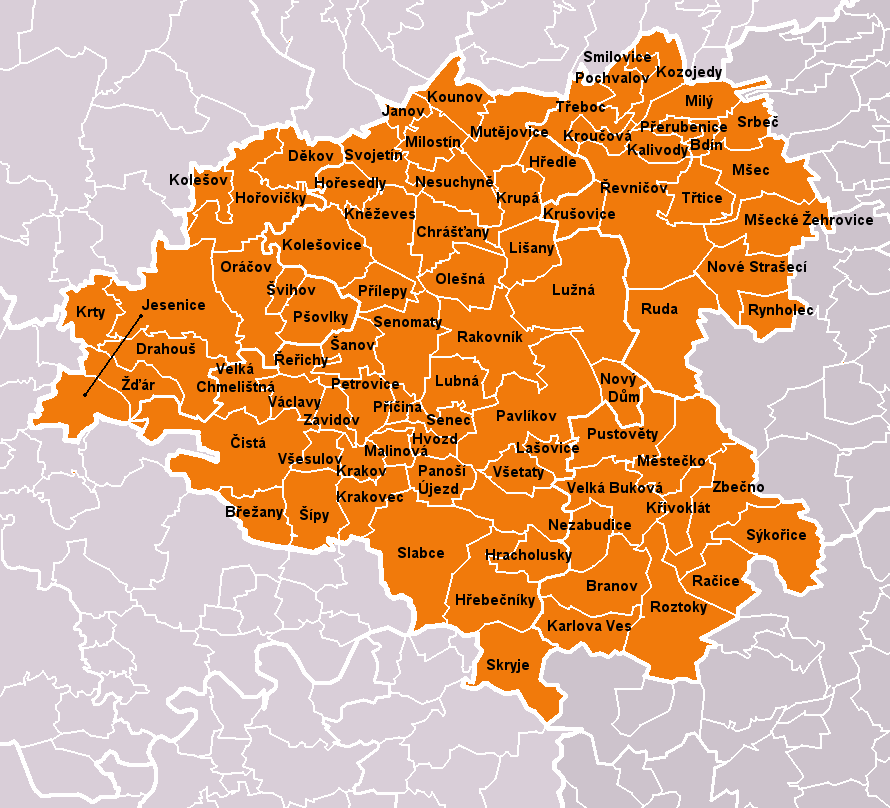
Städer och byar

Rakovník (tjeckiska: Okres Rakovník) är ett distrikt i Mellersta Böhmen i Tjeckien. Centralort är Rakovník.

## Komplett lista över städer och byar
(städer, köpstäder och byar)
- Bdín
- Branov
- Břežany
- Čistá
- Děkov
- Drahouš
- Hořesedly
- Hořovičky
- Hracholusky
- Hřebečníky
- Hředle
- Hvozd
- Chrášťany
- Janov
- Jesenice
- Kalivody
- Karlova Ves
- Kněževes
- Kolešov
- Kolešovice
- Kounov
- Kozojedy
- Krakov
- Krakovec
- Kroučová
- Krty
- Krupá
- Krušovice
- Křivoklát
- Lašovice
- Lišany
- Lubná
- Lužná
- Malinová
- Městečko
- Milostín
- Milý
- Mšec
- Mšecké Žehrovice
- Mutějovice
- Nesuchyně
- Nezabudice
- Nové Strašecí
- Nový Dům
- Olešná
- Oráčov
- Panoší Újezd
- Pavlíkov
- Petrovice
- Pochvalov
- Přerubenice
- Příčina
- Přílepy
- Pšovlky
- Pustověty
- Račice
- Rakovník
- Roztoky
- Ruda
- Rynholec
- Řeřichy
- Řevničov
- Senec
- Senomaty
- Skryje
- Slabce
- Smilovice
- Srbeč
- Svojetín
- Sýkořice
- Šanov
- Šípy
- Švihov
- Třeboc
- Třtice
- Václavy
- Velká Buková
- Velká Chmelištná
- Všesulov
- Všetaty
- Zavidov
- Zbečno
- Žďár